# Maximilian Klas
Maximilian Klas es un actor alemán conocido por interpretar a Benni Maybach en la serie SOKO Leipzig. 

## Biografía
Maximilian se entrenó en la academia de cine y televisión "Konrad Wolf" en Potsdam-Babelsberg del 2010 al 2014.

## Carrera
En el 2001 se unió al elenco recurrente de la popular serie policíaca alemana SOKO Leipzig donde interpreta a Benni Maybach, el hijo del detective Jan Maybach (Marco Girnth).
En el 2003 apareció en la película Das fliegende Klassenzimmer donde dio vida a Justus Bidökh a los 12 años.
En el 2014 se unió a la miniserie The World Wars donde interpretó al joven Adolf Hitler.

## Filmografía[1]

### Series de televisión
| Año           | Serie                                         | Personaje               | Notas                     |
| ------------- | --------------------------------------------- | ----------------------- | ------------------------- |
| 2001-presente | SOKO Leipzig                                  | Benni Maybach           | 31 episodios              |
| 2015          | SOKO Wismar                                   | Jonas                   | episodio "Verlassen"      |
| 2014          | Polizeiruf 110                                | Lars Gärtner            | episodio "Abwärts"        |
| 2014          | The World Wars                                | Adolf Hitler (de joven) | 3 episodios - miniserie   |
| 2011          | Notruf Hafenkante                             | Lothar Huse             | episodio "Schlangenbiss"  |
| 2002          | Klinikum Berlin Mitte - Leben in Bereitschaft | Victor Kortner          | episodio "Die Entführung" |

### Películas
| Año  | Título                      | Personaje   | Notas |
| ---- | --------------------------- | ----------- | --- |
| 2018 | Heimatschänke               | Beckmann    | junto a Irina Potapenko, Pit Bukowski, Janina Stopper y Anna Katharina Schimrigk                                |
| 2016 | Looping                     | Paul        | junto a Lana Cooper, Jella Haase y Marie-Lou Sellem                                                             |
| 2015 | Coke Champagne & Cigarettes | Erik        | junto a Florian Bartholomäi, Katharina Sporrer, Pit Bukowski, Vladimir Burlakov, Lucie Aron y Henrike von Kuick |
| 2014 | Der Imagonaut               | Max         | junto a Amelie Kiefer, Birgit Stauber, Franziska Rieck y Josip Culjak                                           |
| 2014 | Probezeit                   | Nick        | corto - junto a Carolin Wiedenbröker, Maja Lehrer, Richard Lingscheidt y Axel Deller                            |
| 2003 | Das fliegende Klassenzimmer | Justus Bökh | junto a Ulrich Noethen, Sebastian Koch, Piet Klocke, Frederick Lau y François Goeske                            |

### Teatro
| Año  | Obra                                                          | Director            | Teatro                    |
| ---- | ------------------------------------------------------------- | ------------------- | ------------------------- |
| 2014 | Mit Tötungsdelikten ist zu rechnen - Rassismus in Deutschland | Clemens Bechtel     | Hans Otto Theater Potsdam |
| 2013 | Der Widerspenstigen Zähmung                                   | Andreas Rehschuh    | Hans Otto Theater Potsdam |
| 2013 | Außer Kontrolle                                               | Andreas Rehschuh    | Hans Otto Theater Potsdam |
| 2012 | Draußen vor der Tür                                           | Peter Zimmermann    | Hans Otto Theater Potsdam |
| 2012 | Durstige Vögel                                                | Caroline Scholze    | -                         |
| 2012 | Onkel Wanja                                                   | Peter Zimmermann    | -                         |
| 2012 | Sommernachtstraum                                             | Robert Gallinowski  | -                         |
| 2012 | Kabale und Liebe                                              | Uli Hoch            | -                         |
| 2011 | Frühlingserwachen                                             | Jörg Schüttauf      | -                         |
| 2010 | Tin Pan Ali                                                   | Franziska Vorberger | -                         |
| 2007 | Peter Pan                                                     | John Dalingwater    | Gypsy Theatre             |
| 2004 | Der arme Heinrich                                             | Phillip J. Neumann  | -                         |
| 2003 | Das Zauberwort                                                | Phillip J. Neumann  | -                         |